# Agliana
Agliana település Olaszországban, Toszkána régióban, Pistoia megyében. Lakosainak száma 17 934 fő (2023. január 1.). Agliana Montale, Montemurlo, Prato, Quarrata és Pistoia községekkel határos.

## Népesség
A település népessége az elmúlt években az alábbi módon változott:
| Lakosok száma | 17 668 | 17 789 | 17 934 |
|               | 2017   | 2018   | 2023   |